# Geely Yuanjing X3
La Geely Yuanjing X3 è un'autovettura prodotta dalla casa automobilistica cinese Geely dal 2017.

## Descrizione
La vettura ha debuttato a luglio 2017, inserendosi tra la Geely Yuanjing X1 e Geely Yuanjing X6. La X3 è stata realizzata utilizzando come base la Geely SC5, che era stata prodotta tra il 2011 e il 2014. Il SUV compatto è alimentato da un motore da 1,5 litri di origine Mitsubishi da 102 CV e abbinato a un cambio manuale a 5 marce o automatico a 4 marce. Nel giugno 2019 la Geely ha presentato una versione rivista della Yuanjing X3. A luglio 2020 ne è stata realizzata una versione elettrica chiamata Maple 30X EV.

## Maple 30X EV
Maple 30X EV è un SUV crossover elettrico di dimensioni compatte basato sulla Geely Yuanjing X3. La vettura viene realizzata e costruita attraverso una partnership tra la Geely e la Kandi Technologies. È stata lanciata sul mercato cinese dalla società affiliata alla Kandi Technologies Group, la Fengsheng Automotive, nel luglio 2020.
Il motore della Maple 30X ha una potenza massima di 70 kW (94 CV) e una coppia massima di 180 Nm, con autonomia di dichiarata con le batterie totalmente cariche di 306. La Maple 30X è dotato di sistema di ricarica rapida, che le consente di ricaricare le batterie fino all'80% in 30 minuti.